# Armin von Tyszka
Armin von Tyszka (* 23. August 1864 auf dem Rittergut Ribben, Kreis Sensburg, Ostpreußen; † 25. März 1934 in Berlin) war ein deutscher Verwaltungsbeamter.

## Leben
Seine Eltern waren Robert Hermann Gotthard Heinrich von Tyszka (* 29. April 1833; † 16. August 1885) und dessen Ehefrau Marie Charlotte von Koschkull (* 6. Oktober 1836; † 4. August 1885).
Armin von Tyszka studierte an der Ruprecht-Karls-Universität Heidelberg Rechtswissenschaft. 1883 wurde er im Corps Saxo-Borussia Heidelberg recipiert. Nach dem Studium trat er in den preußischen Staatsdienst ein und wurde zunächst Regierungsassessor. Von 1901 bis 1923 war er Landrat des Kreises Lötzen. 1923 wurde er an die Preußische Bau- und Finanzdirektion in Berlin berufen. Bis zu seinem Tod lebte er in Berlin-Lichterfelde.
Er heiratete am 1. Dezember 1898 Emilie Wilhelmine Ferdinande von der Osten (* 3. Juni 1869).

## Auszeichnungen
- Geheimer Regierungsrat[2]